# Yuyi Morales
Yuyi Morales (Xalapa, Veracruz; 7 de noviembre de 1968) es una escritora e ilustradora mexicana-estadounidense de literatura infantil.
Fue la primera escritora latinoamericana en recibir la Medalla Caldecott por su libro Viva Frida. Asimismo también ha recibido múltiples premios, como el Premio Américas en dos ocasiones (2003 y 2009), el Premio Pura Belpré en seis ocasiones (2004, 2008, 2009, 2014, 2015 y 2019) y el Premio Tomás Reviera en dos ocasiones  (2004 y 2008).

### Como escritora e ilustradora
- 2003, Just a Minute!: A Trickster Tale and Counting Book
- 2006, Little Night, Roaring Brook Press
- 2008, Just in Case: A Trickster Tale and Spanish Alphabet Book
- 2013, Niño Wrestles the World
- 2014, Viva Frida
- 2018, Soñadores

### Como ilustradora
- 2002, F. Isabel Campoy, Todas las buenas manos
- 2003, Kathleen Krull, The Story of Cesar Chavez
- 2004, Amanda White, Sand Sister
- 2006, Marisa Montes, Los Gatos Black on Halloween
- 2009, Tony Johnston, My Abuelita
- 2010, Laura Lacámara, Flotando en la canción de mamá
- 2011, Maya Soetero-Ng, Ladder to the Moon
- 2012, Amy Novesky, Georgia in Hawai'i: When Georgia O'keeffe Painted What She Pleased
- 2016, Sherman Alexie, Thunder Boy Jr.